# Marienkapelle (Hahlen)

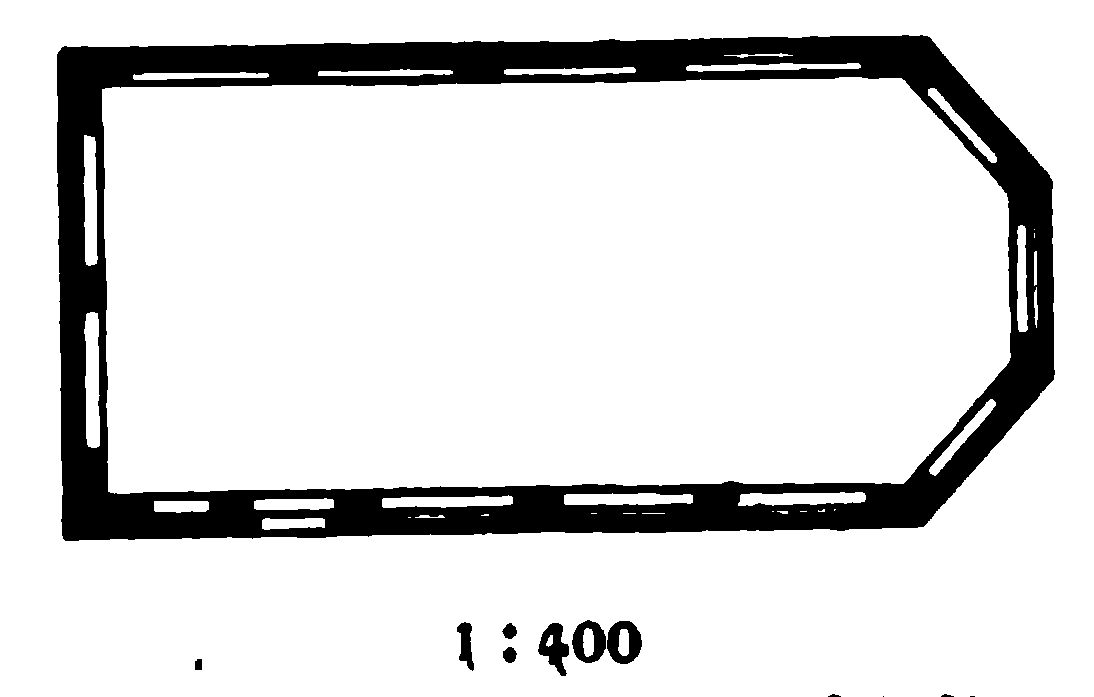
Grundriss

Die Marienkapelle im Mindener Stadtteil Hahlen ist eine Kapelle der Evangelisch-lutherischen Kirchengemeinde Hartum-Holzhausen, die dem Kirchenkreis Minden der Evangelischen Kirche von Westfalen angehört. Sie ist unter der Nr. 529 in der Denkmalliste der Stadt Minden eingetragen.

## Baugeschichte und Architektur
Laut einer Inschrift über dem Eingang an der Südseite wurde die Kapelle 1503 erbaut. Es handelt sich um einen spätgotischen Saalbau mit dreiseitigem Schluss. Die Holzdecke wird von Wandpfeilern mit Blendbögen gestützt. Die gerade geschlossenen Fenster sind an der Ostseite dreiteilig, ansonsten zweiteilig. Über dem westlichen Giebel befindet sich ein Dachreiter mit einer Glocke aus dem Jahr 1680.

## Ausstattung
Die achteckige, hölzerne Kanzel der Marienkapelle stammt aus der Gotik und wurde später um einen Fuß und einen Schalldeckel erweitert.